# Graafschap Horbourg
Horbourg (Duits: Horburg) was een graafschap in de Elzas.
De graven van Horbourg bezaten naast het graafschap ook de heerlijkheid Riquewihr (Reichenweier). Omdat de laatste graaf geen nakomelingen had, verkocht hij zijn bezittingen in 1324 aan Everhard, graaf van Württemberg. Nadat de graven van Württemberg in 1397 ook het graafschap Montbéliard (Mömpelgard) hadden verworven, werden Horbourg en Riquewihr bestuurlijk verbonden met Montbéliard.

## Horbourg onder het oudere huis Württemberg-Mömpelgard
In het Uracher verdrag van 1473 werden Montbéliard en Horbourg door Everhard I van Württemberg afgestaan aan zijn neef Hendrik. In 1482 stond deze Montbéliard af aan zijn broer Everhard. Toen hij Horbourg dreigde te verkopen aan het keurvorstendom van de Palts werd hij door de hertog van Württemberg gevangengezet vanwege zijn geestelijke toestand. Hierdoor bleven de bezittingen in de Elzas voor Württemberg behouden. In 1513 kwam Horbourg aan graaf Georg van Württemberg-Mömpelgard. In 1526 werd hem ook Montbéliard overgedragen, zodat Horbourg weer verbonden werd met dat graafschap. In 1536 voerde de graaf de Reformatie in. Ook bouwde hij nieuwe kastelen: in 1540 in Riquewihr en in 1543 in Horbourg. Van 1548 tot 1552 was hij door de keizer in de ban gedaan, maar omdat hij tijdig zijn bezittingen aan Württemberg had overgedragen, gingen de bezittingen in de Elzas niet verloren voor Württemberg. Op 4 mei 1553 droeg de hertog van Württemberg alle bezittingen op de linker Rijnoever aan Georg over in volledig erfelijk bezit. Hiermee was het huis Württemberg-Mömpelgard een feit. Omdat zijn zoon Frederik I ook de kinderloze hertog van Württemberg in 1593 opvolgde werden de gebieden weer verenigd.

## Horbourg onder het jongere huis Württemberg-Mömpelgard
In 1617 werd Montbéliard met Hohenbourg opnieuw aan een jongere zoon uit het hertogelijk huis afgestaan: Lodewijk Frederik stichtte het jongere huis Württemberg-Mömpelgard. Van 1676 tot 1679 werd het land door Franse troepen bezet. Toen de graaf in 1680 het Franse oppergezag niet wilde erkennen, werden zijn landen opnieuw bezet. Door tussenkomst van de regering van Württemberg ging het land niet verloren, maar was er een voogdij onder Franse controle. De Vrede van Rijswijk in 1697 herstelde de oude situatie in Montbéliard, maar de verhoudingen in Horbourg werden niet definitief geregeld. In deze periode kwam er een eind met de band met het Heilige Roomse Rijk.
In 1686 stond hertog Georg het dorp Ostheim af aan zijn dochter Anna. Dit leidde later tot processen over de rechten van de erfgenamen over de status van deze heerlijkheid. Frankrijk bouwde op het gebied van het graafschap de vesting Neuf-Brisach.
Met de dood van graaf Ebergard in 1723 kwam er een eind aan het huis en werden de landen weer verenigd met het hertogdom Württemberg.

## Inlijving bij Frankrijk
In februari 1793 werd het graafschap ingelijfd bij Frankrijk, waarna Württemberg in 1796 afstand deed van zijn rechten.